# Измерване по метода на четирите проводника
Измерване по метода на четирите проводника е метод за измерване на електрическото съпротивление, при който се използват две отделни двойки проводници. Това измерване се използва там където съпротивлението на измервателните проводници може да води до по-големи грешки в измерването. При измерването с четири проводника през едната двойка проводници се подава ток с определена стойност през измерваното съпротивление, а чрез другите два проводника се измерва пада на напрежението чрез едни високоомен уред за измерване на напрежение. Съпротивлението се изчислява съгласно закона на Ом. Този метод е много по-точен от метода с два проводника.
Измерването по метода с четирите проводника е открито от Уилям Томсън, известен като „първи лорд Келвин“ и през 1861 г. го е реализирал в мост на Томпсън. Поради тази причина този метод на контакт при измерване е наречен на негово име.

## Теория
Когато при измерването с четири проводника токът през волтметъра е пренебрежимо малък, което се изпълнява при много голямо и в идеалния случай безкрайно голямо вътрешно съпротивление на волтметъра.
{\displaystyle I_{U}\ll I\qquad \qquad \qquad } (Няма забележимо отклонение в измерването поради разделяне на тока.),
и когато загубата на напрежение в измервателните проводници е пренебрежимо малка.
{\displaystyle 2\ I_{U}\ R_{\mathrm {Ltg} }\ll I\ R_{t}\qquad }(Без забележимо отклонение в измерването поради пад на напрежението),
се получава стойност на съпротивлението от
{\displaystyle R_{t}=U/I\ .}
Препоръчва се захранване от един източник на ток вместо от източник на напрежение, тъй като токът {\displaystyle I} е независим от {\displaystyle R_{t}} и {\displaystyle R_{\mathrm {Ltg} }} и с това трябва да се настрои или измерва само еднократно.
Към съпротивлението на проводниците са включени съпротивленията на подвеждащите проводници и винтовите или щепселни съединения.

## Области на използване
Методът е подходящ преди всичко при измерването на малки съпротивления, когато паразитните съпротивления на измервателните сонди и контактните точки не могат да се пренебрегнат спрямо измерваното съпротивление. Например:
- При измерването на температура с използването на платинено измервателно съпротивление.
- При измерването на механични напрежения и сили с използването на тензометрични датчици.,
- При измерване на сила на тока с помощта на шунт.
- Общо при измерване на съпротивления с много ниски стойности.